# Ascanidi (linea di Weimar-Orlamünde)
La linea collaterale di Weimar-Orlamünde degli Ascanidi, un'alta stirpe nobile tedesca, governò la contea di Weimar-Orlamünde nell'attuale Turingia a partire dal XII secolo.

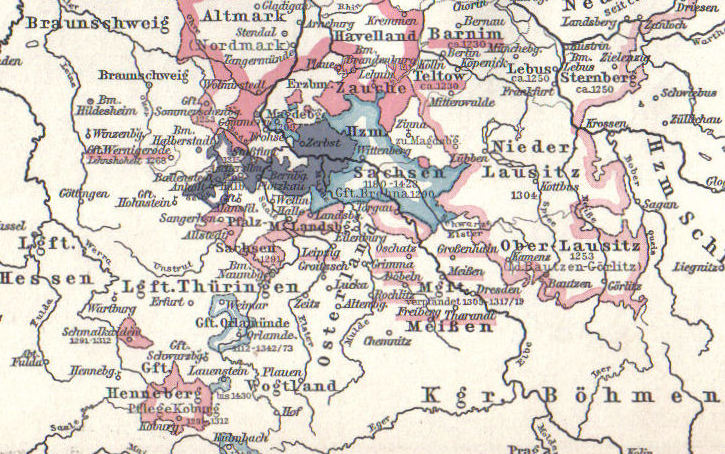
La contea sotto gli Ascanidi.

## Storia

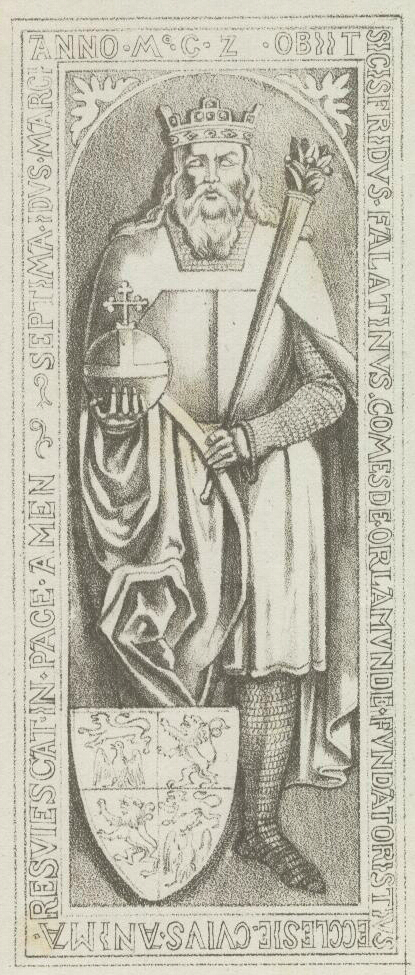
Sigfrido II di Orlamünde.

### Antefatti
Dal X secolo, la contea di Weimar e in seguito la contea di Orlamünde, che era unita ad essa, erano sotto il dominio della stirpe di Weimar. Il 13 maggio 1112, Ulrico II di Weimar e Orlamünde, l'ultimo conte di Weimar-Orlamünde della dinastia di Weimar, morì.

### Conte palatino del Reno
L'imperatore Enrico V rivendicò la restituzione del territorio del conte come feudo all'impero. Il conte palatino Sigfrido ed Enrico, figli della figlia erede Adelaide di Weimar-Orlamünde della stirpe dei Weimar, reclamarono l'area come loro eredità, il che portò a una guerra di successione. Questo portò alla battaglia tra le forze imperiali e il conte palatino Sigfrido e i suoi seguaci a Warnstedt am Harz nel 1113. Il conte palatino fu ferito e morì poco dopo. Nel corso di questa guerra, il castello di Orlamünde fu assediato nel 1115. Nello stesso anno, tuttavia, il partito del conte palatino sconfisse l'imperatore nella battaglia di Welfesholz, dopo di che l'assedio di Orlamünde da parte degli imperiali dovette essere abbandonato. Questa guerra di successione si concluse solo nel 1121 con il Landfrieden proclamata a Würzburg dall'imperatore Enrico V e portò il conte palatino del Reno Sigfrido II al possesso permanente delle terre ereditarie di Weimar-Orlamünde. Il suo successore Guglielmo IV, conte palatino del Reno, costruì il primo ponte della Saale San Nicolaus a Orlamünde. Morì senza figli nel 1140, ultimo della linea palatina dei conti Ascanidi di Orlamünde.

### Linea ascanide
Come ulteriore discendente di Ottone di Orlamünde in linea femminile, Alberto l'Orso entrò in possesso dell'eredità della zona senza combattere. Questo insediò suo figlio Ermanno I come governatore di Orlamünde. Dopo la morte di suo padre nel 1170 e la divisione dell'eredità ascanide tra i cinque figli laici di Alberto, Ermanno I divenne conte di Orlamünde, sotto immediatezza imperiale. Morì il 19 ottobre 1176 e gli successe suo figlio Sigfrido III, che cedette i suoi possedimenti al castello imperiale di Kayna all'imperatore Federico I nel 1179 e ricevette in cambio beni a Orlagau.

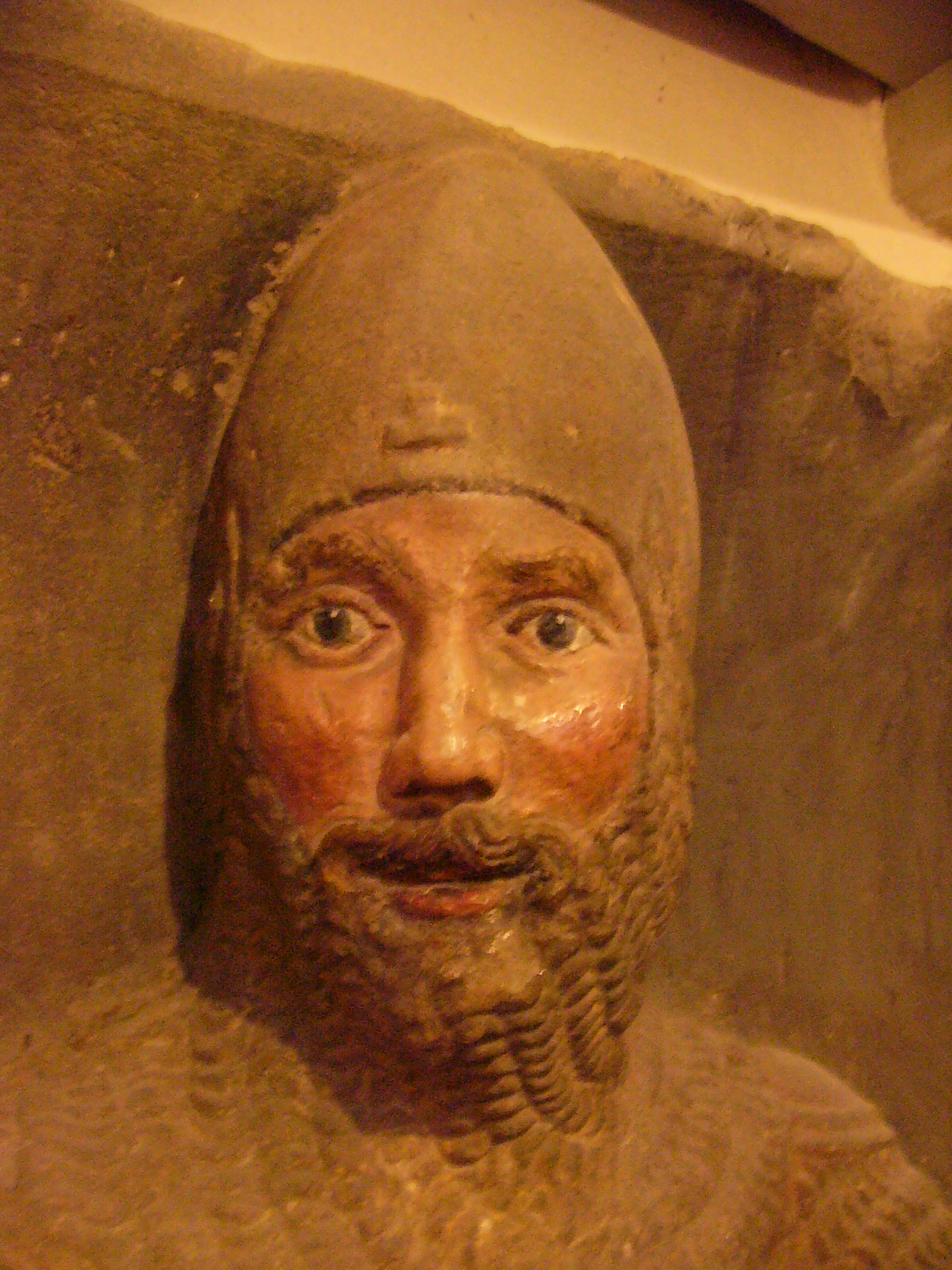
Particolare dell'epitaffio di Ottone VI nell'abbazia di Himmelkron.

### Alberto, conte di Holstein
Nel 1194 Sigfrido III fece consacrare solennemente la chiesa di Santa Maria davanti al castello di Orlamünde. Morì nel 1206. Suo figlio Alberto, conte di Holstein, ereditò la contea di Orlamünde, mentre l'altro figlio Ermanno II ereditò la contea di Weimar. Quest'ultimo cercò di usurpare la contea al fratello assente e la guerra scoppiò quindi tra lui e il suocero di Alberto, il langravio di Turingia. Nel corso di questa guerra, il langravio Ludovico il Santo occupò nel 1223 il castello di Schauenforst (come parte di Orlamünde) per conto di suo cognato Alberto e fece prigioniero Ermanno II a Weimar, per poi rilasciarlo. Nel 1227 Alberto tornò nella sua terra ereditaria di Orlamünde. Morì senza figli nel 1245 e fu ereditato dal fratello Ermanno II, che gli sopravvisse per due anni.

### La linea dei Merano

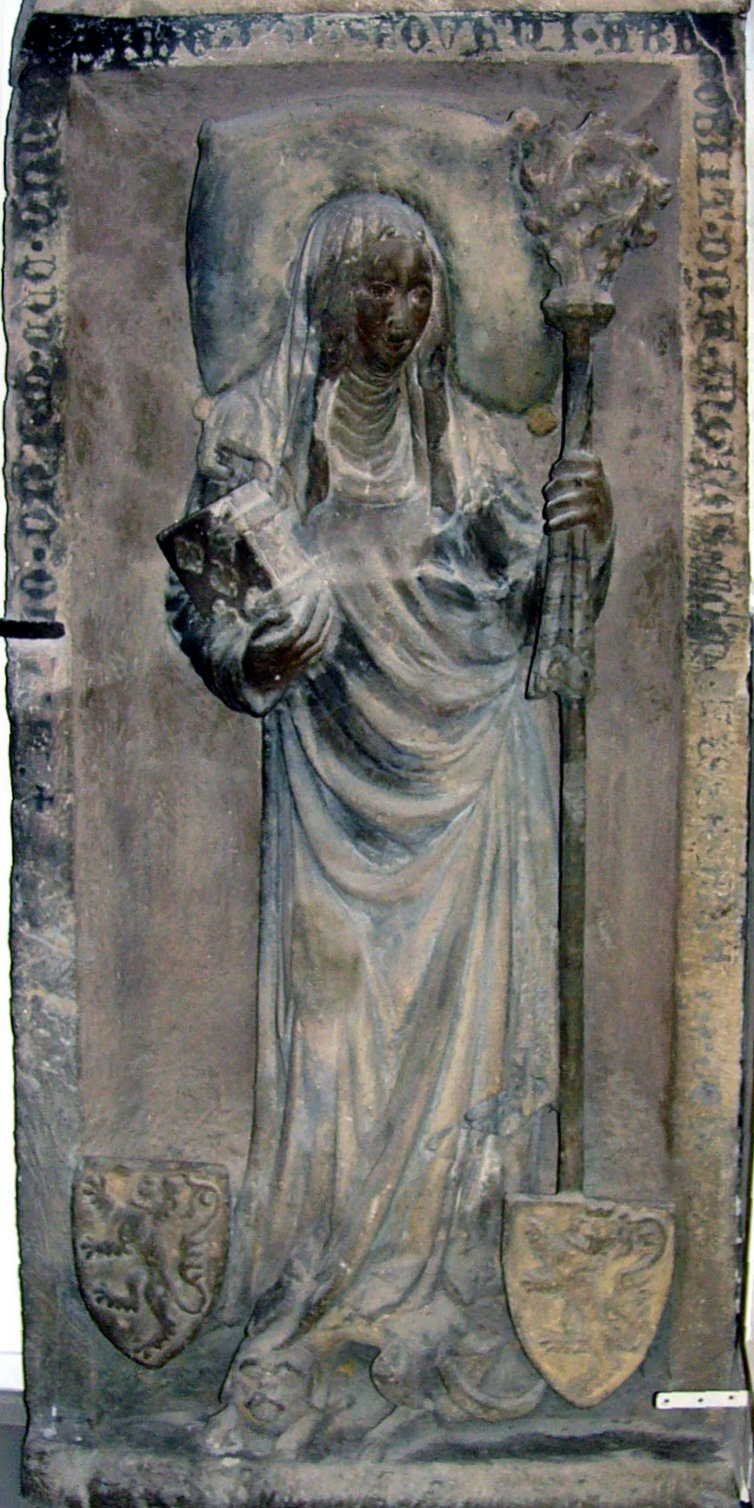
Epitaffio di Agnese di Orlamünde

Ermanno II era il marito di Beatrice, l'erede di Merania. Beatrice morì nel 1272 ed i feudi merani furono divisi tra i figli di Ermanno II.
Ottone III ricevette Weimar e Rudolstadt. Divenne così il fondatore della linea di Weimar, che in seguito agì in modo indipendente e non sempre in accordo con la linea di eredità fraterna, il che significava un palese indebolimento nei confronti del rafforzamento dei langravi della famiglia Wettin. Dall'eredità meranese, che inizialmente gestì insieme al fratello, Ottone ricevette la signoria di Plassenburg.
Ermanno III ereditò la contea di Orlamünde, emise un documento a Orlamünde nel 1252 e vi risiedette stabilmente con i suoi discendenti. Divenne così il fondatore della linea Orlamünde. Ricevette anche Nordhalben, appartenente ai Merano. Morì di peste a Orlamünde nel 1283. Nel 1310 Enrico III, figlio e successore di Ermanno III, e nel 1311 Enrico IV, anch'egli figlio di Enrico III di Orlamünde, morirono in un torneo a Ravensburg. Nel 1331 Enrico V fondò il monastero di Wilhelmit a Orlamünde. Il 23 aprile 1344 vendette Orlamünde al langravio Federico il Serio.
Nel 1310 il dominio di Berka dei Rabenswalde passò ai conti di Orlamünde, con i quali rimase fino a quando non fu venduta ai signori di Blankenhain nel 1370.

### La guerra dei conti
Tutto ciò fu seguito dalla guerra dei conti di Turingia dal 1342 al 1346. Come risultato, i Wettin conclusero la Pace di Dresda con i conti di Weimar-Orlamünde l'11 aprile 1346. Gli Orlamünde dovettero cedere le loro terre ancestrali ai Wettin come feudi e persero così la loro immediatezza nell'impero e la loro indipendenza politica. Il conte Ermanno VI, secondo un altro conto Ermanno VIII, erede di Weimar, si sottomise alla signoria feudale dei Wettin nel 1365. Dopo la sua morte nel 1372, i Wettin annessero stabilmente Weimar al loro dominio.

### Estinzione nel XV/XVI secolo

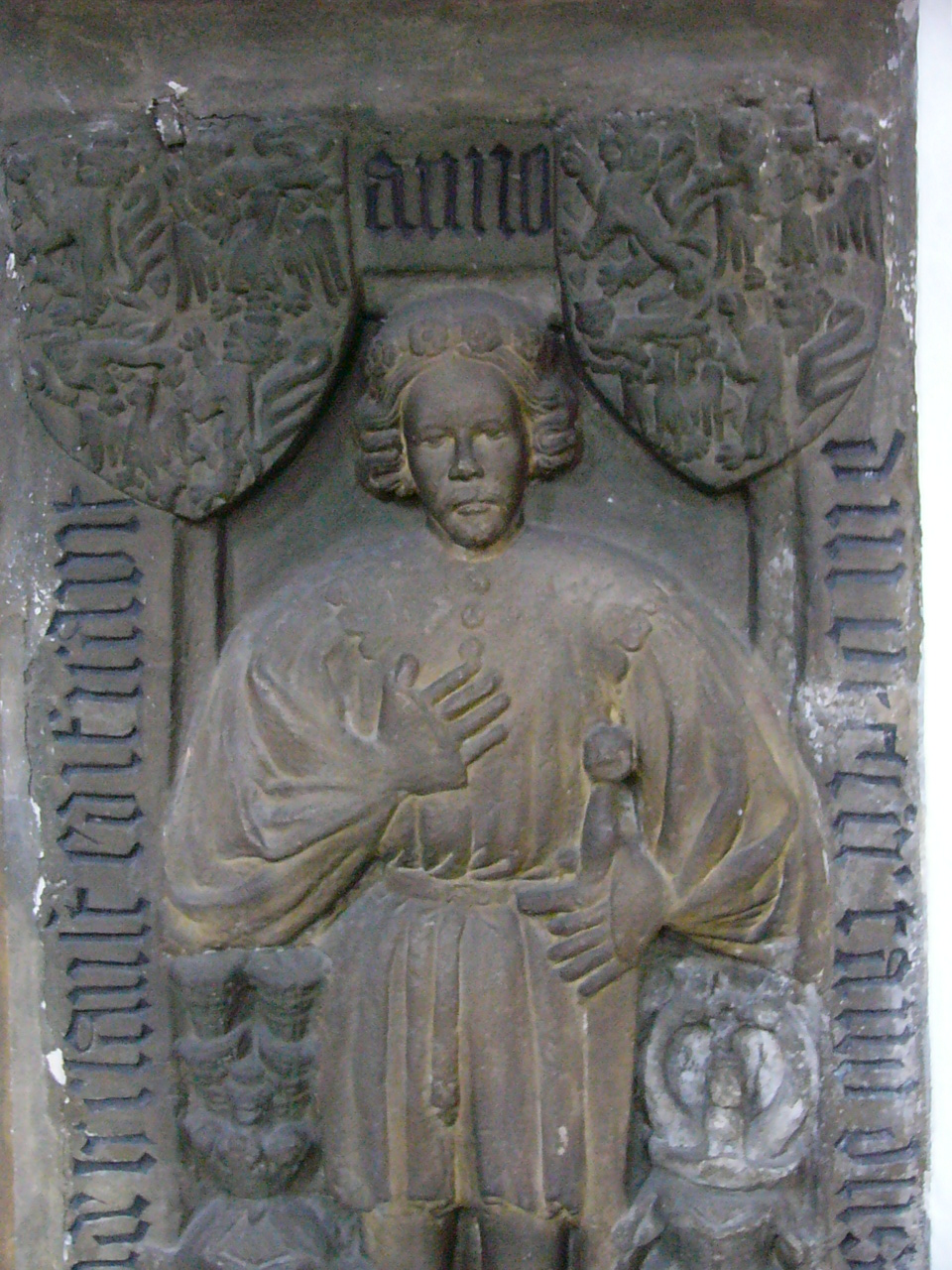
Particolare dell'epitaffio di Ottone X nella chiesa di Ludwigsstadt.

Una linea collaterale che risale a Ermanno III esisteva ancora a Lauenstein e Gräfenthal. Fu posseduto a Magdala, con Schauenforst, fino al 1426 a Gräfenthal, fino al 1427 a Lichtenberg e fino alla fine a Lauenstein e dintorni, ma fu segnato dal declino economico. Gli ultimi portatori del nome della famiglia morirono con il nipote di Ottone X, il consigliere privato dell'Elettorato di Brandeburgo Federico VI († dopo il 1486) e sua figlia Caterina († dopo il 1544), monaca nel convento di Heiligkreuz vicino a Saalburg.

## Conti Ascanidi di Weimar-Orlamünde
- 1112–1113 Sigfrido I, conte palatino del Reno
- 1113-1124 Sigfrido II;
- 1124-1140 Guglielmo;
- 1140-1170 Alberto I l'Orso;
- 1167-1176 Ermanno I;
- 1176-1206 Sigfrido III;
- 1206-1245 Alberto II (insieme a suo fratello minore Hermann II, praticamente non governò);
- 1206-1247 Ermanno II.

### Linea degli  Orlamünd
- 1247-1283 Ermanno III.

### Linea Weimar
- 1247-1285 Ottone III;
- 1285-1319 Ermanno IV;
- 1285-1305 Ottone IV;
- 1305-1340 Ottone VI;
- 1340–1365 Federico I;
- 1365-1372 Ermanno VI.

## Altre persone
- Elisabetta († 1327), figlia di Ermanno III, margravia di Meißen;
- Agnese († 1354), figlia di Ottone III, badessa dell'abbazia di Himmelkron;
- Cunegonda († 1382), vedova di Ottone VII, badessa del monastero di Himmelthron;
- Ottone X († 1403), da una linea collaterale successiva, signore di Lauenstein e Schauenforst;
- Elena, badessa del monastero di Hof dal 1435 al 1465.

Nellabbazia di Himmelkron ci sono epitaffi di diversi membri della famiglia della stirpe di Orlamünd, tra cui la tomba del fondatore del monastero, Ottone III, e l'epitaffio dell'ultimo conte di Orlamünd Ottone VI  al castello di Plassenburg.